# ФК Миравци
Фудбалски клуб Миравци је фудбалски клуб из села Миравци код Ђевђелије, у Северној Македонији, који се тренутно такмичи у Другој лиги Македоније.

## Историја
Клуб је основан 1951. године.
Највећи успех клуб је имао у сезони 2007/08. када је као другопласирани клуб Друге лиге играо у доигравању за пласман у Прву лигу са десетопласираним клубом из Прве лиге 2007/08. Башкимијем из Куманова. Изгубио је са 4:1 па је наставио играти у Другој лиги 